# Rohm
ROHM Semiconductor (ローム株式会社?, Rōmu Kabushiki-gaisha) è una società giapponese di elettronica in Kyoto. ROHM fu fondata come Toyo Electronics Industry Corporation da Kenichiro Sato (佐藤 研一郎) il 17 settembre 1958.
La società fu nota inizialmente come R.ohm, da R come resistenza e dalla relativa unità di misura ohm.
Il nome cambiò in ROHM nel 1979 e poi in ROHM Semiconductor nel gennaio 2009.
I prodotti iniziali furono appunto resistori, successivamente iniziò la produzione di semiconduttori. I circuiti integrati (IC) e semiconduttori discreti sono circo l'80% del fatturato della ROHM.